# 恵庭ニュータウン恵み野
恵庭ニュータウン恵み野（えにわニュータウンめぐみの）は、北海道恵庭市街地と島松地区の中間に位置するニュータウン。

## 概要
道都圏整備基本計画(北海道 1977年策定)、恵庭市総合開発計画(恵庭市 1973年策定)において恵庭・島松市街地の中間に大規模な住宅団地が適地として位置付けられ、1979年に道内初の第三セクター方式によって開発された。80年代から札幌圏のニュータウンとして栄え、現在では12,000人もの住民が恵み野に住んでいる。
交通面はニュータウン内にJR千歳線恵み野駅があり、国道36号線恵庭バイパスも接していることから、どちらを利用しても札幌市と新千歳空港からはアクセスが良い。ニュータウン内を通る循環型のコミュニティバス（ecoバス）が存在する。
環境面では恵み野の中央に大規模公園の恵み野中央公園と緑地帯が帯状に構成された総合公園、区域ごとに小規模の街区公園を配置されており、住環境が整えられている。ゴミ収集では各家庭の敷地内にゴミを出し、収集車が一軒一軒回ってゴミを回収する戸別収集方式（集合住宅を除く）を採用している。
恵み野の由来
由来は恵庭の「恵」、開発する広大な土地から「野」を取り、新町名を「恵み野」と選定。当時の恵庭市の地区名は〇〇町（〇〇まち）をつけており、町が付かない地区名は恵庭市では異例だったため、採用が決まるまで賛否の議論があり難航した。4か月の協議の結果、恵み野と決定した。
表彰
1987年に道内初の第三セクター方式で、困難を克服し質の高い街づくりを推進してきたことが評価され建設事業関係優良団体として「建設大臣賞」を受賞、1990年に社団法人経済同友会の第5回美しい街づくり賞審査により「経済同友会大賞」を受賞、1998年に快適な居住環境と都市機能が充実した快適なまち並みづくりで選定を受け「北海道まちづくり100選」を受賞、2004年には「景観まちづくりの美しいまちなみ大賞」を受賞された。

### ガーデニング

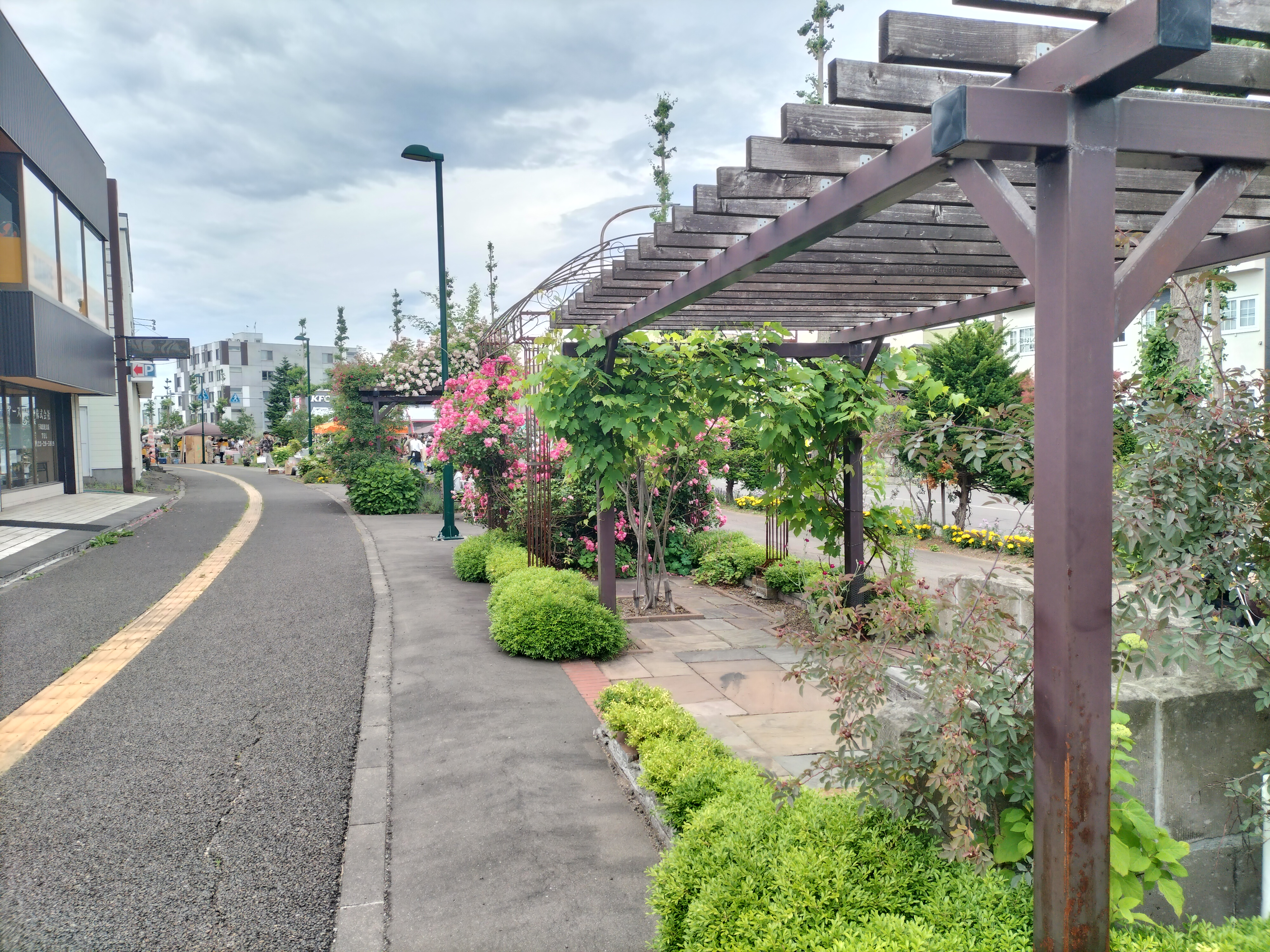
恵み野駅前通り「やすらぎストリート」の花壇と、視覚障害者誘導用ブロックに舗装整備された遊歩道。

恵庭市の中で恵み野のガーデニングが盛んで「花のまち」として全国的にも知られるようになり、度々メディアに紹介されることがある。1991年にニュージーランドのクライストチャーチを恵庭市民13人で視察、13名のうち恵み野在住で一人の主婦が中心となり数名で「恵み野花の愛好会」を発足。「恵み野フラワーガーデニング・コンテスト」を開催することになった。1997年に花のまちづくりコンクールで「建設大臣賞」を受賞、翌年には婦人雑誌ミセスに「花の街・恵み野」として紹介された。
個人宅の庭を一定期間公開するオープンガーデンも盛んで、毎年6月上旬に発行される花マップにオープンガーデン宅などが掲載されている。同時期に開催される「恵庭花とくらし展」では、恵庭市民ボランティア花ガイドの案内によるオープンガーデンツアーも実施され、見頃は6月下旬から8月下旬となっている。
恵み野駅では6月下旬から8月中旬までの間、ガーデニングの美しい街中を散策することができる貸し自転車（フラワーガーデニングサイクル）を無料で利用でき、花の拠点「はなふる」でも貸し自転車を利用できる。

## 歴史
1973年に恵庭市議会で議決された恵庭市総合開発計画が始まり大規模住宅団地は南島松（現在の恵み野）が候補となり、恵庭・島松市街の中間に大規模住宅団地を開発することによって恵庭市が一体となることが出来るという意味でもあった。1974年に「恵庭市衛星都市化構想」（計画面積400ha、計画人口22,000人）を市議会で議決されることになった。1975年には恵庭市、恵庭市振興公社と民間4社による第三セクター方式の「恵庭新都市開発公社」（以下、開発公社）が発足され、道内では初の官民共同事業となった。
恵庭市住宅団地基本構想

恵庭住宅団地開発整理事業基本構想図を基に作成

全体の構想では1995年までに計画面積335.4ha、計画人口22,000人を目指して住宅団地を右図のように第一次計画、第二次計画まで開発する構想だった。第3道営住宅団地を恵み野が誘致候補地となっていたが、のちに広島町(現在の北広島市)を第3道営住宅団地として決定された。
基本構想で配置する施設は保育園3園、幼稚園3園、小学校3校、中学校1校、大学1校(理工学部)、街区公園9箇所、総合公園2箇所となっている。中央にセンター地区として商業施設や金融機関や病院などの施設を配置する。交通面では恵庭駅と島松駅間をバス循環型にして結ぶ計画。第二次計画では北海道恵庭北高等学校付近までの開発する計画だった。現在は第二次計画が開発されておらず白紙状態となっている。
恵庭住宅団地基本計画・実施計画
1977年に恵み野の原形となる恵庭住宅団地基本計画が策定された。基本計画では計画面積254.9ha、計画人口15,000人（第一次計画）と基本構想の計画面積よりも縮小され、1978年に開発公社が策定した恵庭住宅団地実施計画では計画面積249ha、計画人口15,000人（第一次計画）と更に縮小された形となった。市街化区域編入に対応し第一次計画が1979年に南1丁目・南2丁目・南3丁目と西3丁目を着工することになった。
ニュータウン計画の変更
1980年に恵庭住宅団地の名称を変更し「恵庭ニュータウン『恵み野』」に決定した。駅の誘致が決まり、恵み野西1丁目、西2丁目の区画整理計画を大きく変更することになった。それにより当初、計画されていたセンター地区計画が変更されることになった。恵み野駅が設置されることで、イトーヨーカドーは当初、国道36号線沿いの柏木地区に出店する予定であったが、開発公社による恵み野駅前の出店要請も失敗に終わり、今度は恵庭市の全面協力で駅前に出店することが決まった。計画変更が余儀なくされたセンター地区は公共施設、ホテル、研究施設に計画変更された。
1982年以降は1926年に恵庭駅と島松駅の開業以来となる千歳線で11番目の恵み野駅が開業、恵庭市立恵み野小学校が開校、イトーヨーカドー恵庭店などが続々とオープンした。
北海道初の住宅祭を開催
1983年には北海道初となる住宅生産振興財団と北海道新聞社主催の『'83ほっかいどう住宅祭』が開催。参加企業が17社で恵み野北3丁目に60棟のモデルハウスが展示され、隣接する恵み野中央公園の野外音楽堂で札幌交響楽団コンサートやSTVラジオ公開番組のサンデージャンボスペシャルなど、野球場で元プロ野球選手の杉浦忠と本屋敷錦吾を講師として招く少年野球教室や歌手のジュディ・オングが地元チーム監督となってやる人気タレント野球試合など様々なイベントが開催された。7月9日から24日までの16日間で来場者が53,000人訪れ賑わいを見せた。

### 年表

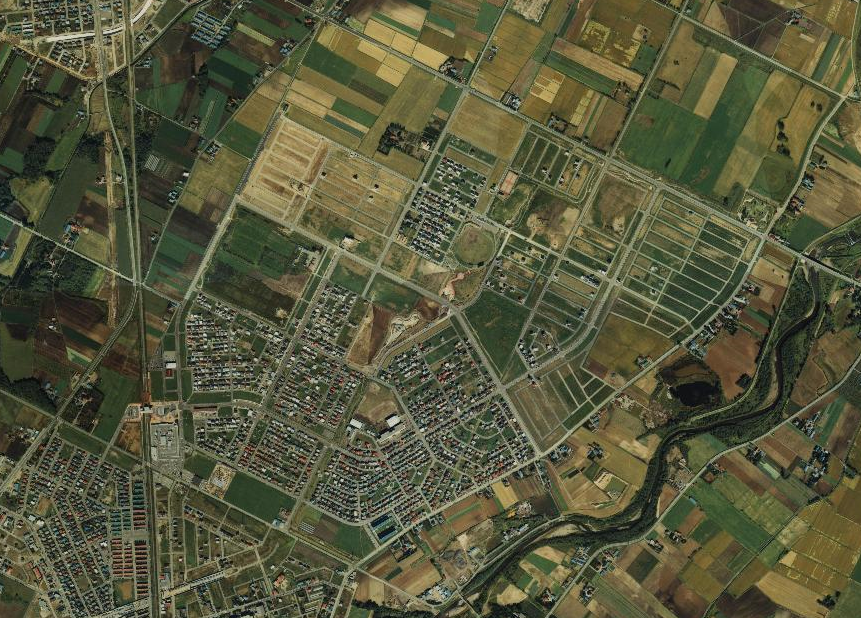
造成中の恵庭ニュータウン恵み野（1985年）

- 1973年（昭和48年）- 恵庭市総合開発計画が始まる。
- 1974年（昭和49年）- 「南島松住宅団地」開発連絡協議会を設置、恵庭市衛星都市化構想を市議会で議決。
- 1975年（昭和50年）- 第三セクターの恵庭新都市開発公社が設立。
- 1977年（昭和52年）- 「恵庭住宅団地」に名称変更、恵庭住宅団地基本計画が策定。
- 1979年（昭和54年）- 恵庭住宅団地の第一次計画着工。
- 1980年（昭和55年）- 名称を「恵庭ニュータウン『恵み野』」に決定。
- 1981年（昭和56年）- 人口888人、232世帯
- 1982年（昭和57年）- 恵み野駅開業、イトーヨーカドー恵庭店オープン、恵庭市立恵み野小学校開校。
- 1983年（昭和58年）- 北海道初の「'83ほっかいどう住宅祭」開催、恵み野幼稚園開園。
- 1984年（昭和59年）- 恵み野ショッピングモール完成。
- 1986年（昭和61年）- 恵み野会館完成、恵み野病院開業。人口5,048人、1,452世帯
- 1988年（昭和63年）- 北海道ハイテクノロジー専門学校開校。
- 1989年（平成元年）- 恵庭市立恵み野中学校開校、恵庭リサーチ・ビジネスパークセンタービル完成。
- 1990年（平成2年）- 早稲田システム研究所の情報センタービル完成、恵庭市郷土資料館が開館、恵庭ニュータウン「恵み野」完成式典。
- 1991年（平成3年）- 恵庭市立恵み野旭小学校開校、恵み野第二幼稚園開園[26]。人口9,637人、2,934世帯
- 1992年（平成4年）- 恵庭市立図書館が開館。
- 1993年（平成5年）- 北海道早稲田情報科学専門学校開校、北6-7丁目に恵み野研究村「ブレスガーデン」完成。
- 1995年（平成7年）- 専門学校日本福祉リハビリテーション学院開校、「恵庭市保健センター」オープン。
- 1996年（平成8年）- 恵み野に隣接している国道36号恵庭バイパスが全線供用開始された[27]。人口11,884人、3,963世帯
- 2001年（平成13年）- 人口12,682人、4,355世帯
- 2003年（平成15年）- 北海道早稲田情報科学専門学校閉校、北海道エコ・コミュニケーション専門学校（現 : 北海道エコ・動物自然専門学校）開校[28]。
- 2006年（平成18年）- 道の駅「花ロードえにわ」オープン。人口12,715人、4,692世帯
- 2010年（平成22年）- コープさっぽろ恵み野店オープン。
- 2011年（平成23年）- 人口12,124人、4,904世帯
- 2013年（平成25年）- 東4丁目に「イーストガーデン恵み野」完成、北海道メディカル・スポーツ専門学校開校。
- 2014年（平成26年）- 恵み野幼稚園に併設された「恵み野保育園」開園[29]。
- 2016年（平成28年）- 北5丁目に「ノースガーデン恵み野」完成。人口12,023人、5,182世帯
- 2018年（平成30年）- 南5丁目に「スマートタウンふれる恵み野」完成、恵庭市保健センターを緑町に移転[30]、専門学校日本福祉リハビリテーション学院閉校[31]。
- 2019年（令和元年）- イトーヨーカドー恵庭店閉店。
- 2020年（令和2年）- 花の拠点「はなふる」とセンターハウス（旧 : 保健センター）同時オープン[32]、日本医療大学（恵み野キャンパス）に留学生別科を設置[33]。
- 2021年（令和3年）- 北海道メディカル・スポーツ専門学校が北海道ハイテクノロジー専門学校に統合[34]。人口12,417人、5,565世帯
- 2022年（令和4年）- 花の拠点「はなふる」で第39回全国都市緑化北海道フェア開催[35]。

## 区域

恵庭ニュータウン「恵み野」の区域

団地中央通と恵み野中央公園と恵み野南緑地・恵み野北緑地で東西南北に分けられている。
下表は住民基本台帳を基に作成しており、前回比は2016年（平成28年）と比較している。
| 町名     | 丁目          | 郵便番号 | 面積    | 面積    | 人口     | 人口    | 世帯数    | 世帯数  | 出典                        |
| 町名     | 丁目          | 郵便番号 | 2021年  | 前回比  | 2021年   | 前回比  | 2021年    | 前回比  | 出典                        |
| 恵み野東 | 1丁目 - 7丁目 | 061-1371 | 57.7ha  | 100.0%  | 3,705人  | △100.4% | 1,550世帯 | △105.5% | [ 36 ] [ 37 ] [ 38 ] [ 39 ] |
| 恵み野西 | 1丁目 - 6丁目 | 061-1373 | 67.3ha  | 100.0%  | 2,829人  | ▲98.9%  | 1,421世帯 | △107.0% | [ 36 ] [ 37 ] [ 38 ] [ 39 ] |
| 恵み野南 | 1丁目 - 5丁目 | 061-1372 | 43.1ha  | △109.3% | 2,234人  | △104.9% | 1,111世帯 | △113.5% | [ 36 ] [ 37 ] [ 38 ] [ 39 ] |
| 恵み野北 | 1丁目 - 7丁目 | 061-1374 | 74.1ha  | 100.0%  | 3,586人  | △107.1% | 1,580世帯 | △112.2% | [ 36 ] [ 37 ] [ 38 ] [ 39 ] |
| 全体     |               |          | 242.2ha | △101.5% | 12,354人 | △102.7% | 5,662世帯 | △109.2% |                             |

- 恵み野東（めぐみのひがし）

上表のように恵み野東はニュータウン内で一番人口が多く住宅街が広がっており、東2・7丁目と東3・4・6丁目の間を団地環状通が通っている。えにわコミュニティバス（ecoバス）の「JR島松駅」に次ぐ「恵み野東7丁目」停留所が乗降者数382人と30停留所中7番目に多い。東1丁目に恵み野中学校、恵み野第二幼稚園がある。
- 恵み野西（めぐみのにし）

ニュータウンで最初に造成完了した地区（西3丁目）があり、西1丁目と西2丁目は駅の誘致、大型量販店のイトーヨーカドーの誘致にあたり当初の計画されていた区画が見直された経緯がある地区。恵み野西にはニュータウンの玄関口である恵み野駅、北海道信用金庫や北洋銀行、恵み野病院、恵庭市立図書館、恵み野中央公園（日本庭園）、日本医療大学（恵み野キャンパス）、北海道エコ・動物自然専門学校、恵み野商店街、複合商業施設のアクロス恵み野など金融機関、医療機関、公共施設、教育施設、商業施設が充実している。
- 恵み野南（めぐみのみなみ）

ニュータウンで最初に造成完了した地区（南1丁目・南2丁目・南3丁目）がある。南1丁目に雇用促進住宅、道営住宅、市営住宅の集合住宅が数棟あり、南4丁目には認定こども園の恵み野幼稚園・恵み野保育園と恵み野小学校の教育施設がある。2018年に南5丁目が新たに造成された。
- 恵み野北（めぐみのきた）

住宅街が広がっている。北6丁目と北7丁目は恵み野研究村「ブレスガーデン」が造成された地区で、北6丁目の一部は電線が地中に埋め込まれている無電柱化のところがあり、高級感のある街灯がある。研究施設の恵庭リサーチ・ビジネスパークセンタービル、北海道ハイテクノロジー専門学校、恵み野旭小学校、恵み野中央公園（野外音楽堂・冒険広場）がある。
- 南島松（みなみしままつ）

ニュータウンの北東に位置し、造成前の住所「南島松」になっている。近畿大学が用地取得しているため大学の施設（北海道恵庭セミナーハウス、近畿大学バイオコークス研究所）がある。ほとんど原野のまま残されている広大な大学用地を中部電力グループで電気工事会社のトーエネック（愛知県名古屋市）が土地の一部を借りて大規模太陽光発電所（メガソーラー: 出力4,000kW、想定年間発電量480万kWh）を設置した。1990年に桜町から移転した恵庭市郷土資料館、恵み野の宅地開発に伴って造成された開拓記念公園がある。

## 教育文化施設

### 文化

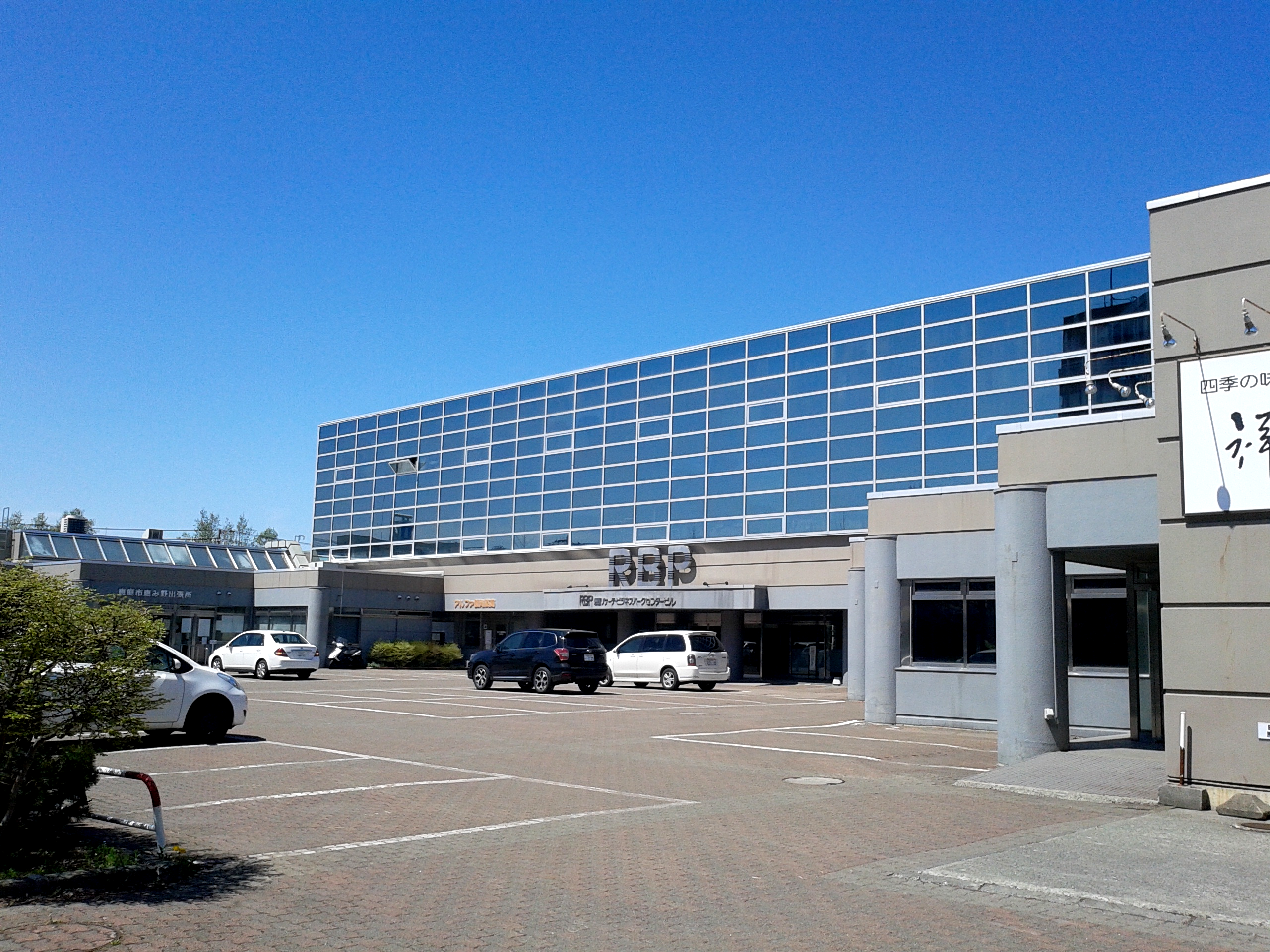
恵庭リサーチ・ビジネスパークセンタービル

- 恵庭リサーチ・ビジネスパークセンタービル

第2期恵庭市総合計画の戦略プロジェクト「恵庭ハイコンプレックスシテイ構想」でリサーチコア（研究開発支援）を勧める中核が国から認定を受けた恵庭リサーチ・ビジネスパークとなっている。その中心となるセンタービルは開放型試験研究施設、インキュベーター（研究型企業育成施設）、人材育成施設、交流施設の4つに構成され、恵庭リサーチ・ビジネスパークの核となる施設。個人や団体でも利用できる宿泊室が20室完備されていて、恵庭市役所恵み野出張所、子育て支援センターの「フーレめぐみの」も併設されている。建物は鉄筋コンクリート3階建の総床面積7,750㎡。
- 恵庭市立図書館
- 恵庭市郷土資料館
- 恵み野会館
- 集会所（恵み野東会館、恵み野南会館、恵み野西会館、恵み野北会館）

### 教育

恵庭市立恵み野中学校

- 近畿大学（1981年用地取得）
  - 北海道恵庭セミナーハウス
  - 近畿大学バイオコークス研究所

2012年12月にバイオコークス量産実証実験センターと資源再生研究所を統合
- 日本医療大学 恵み野キャンパス
- 北海道ハイテクノロジー専門学校
- 北海道エコ・動物自然専門学校
- 恵庭市立恵み野中学校
- 恵庭市立恵み野小学校
- 恵庭市立恵み野旭小学校
- 恵み野幼稚園（幼保連携型認定こども園）- 恵み野保育園を併設[29]。
- 恵み野第二幼稚園（幼稚園型認定こども園）- 2022年認定こども園に移行[26]。

閉校した教育施設
- 北海道早稲田情報科学専門学校
- 専門学校日本福祉リハビリテーション学院
- 北海道メディカル・スポーツ専門学校

### 公園

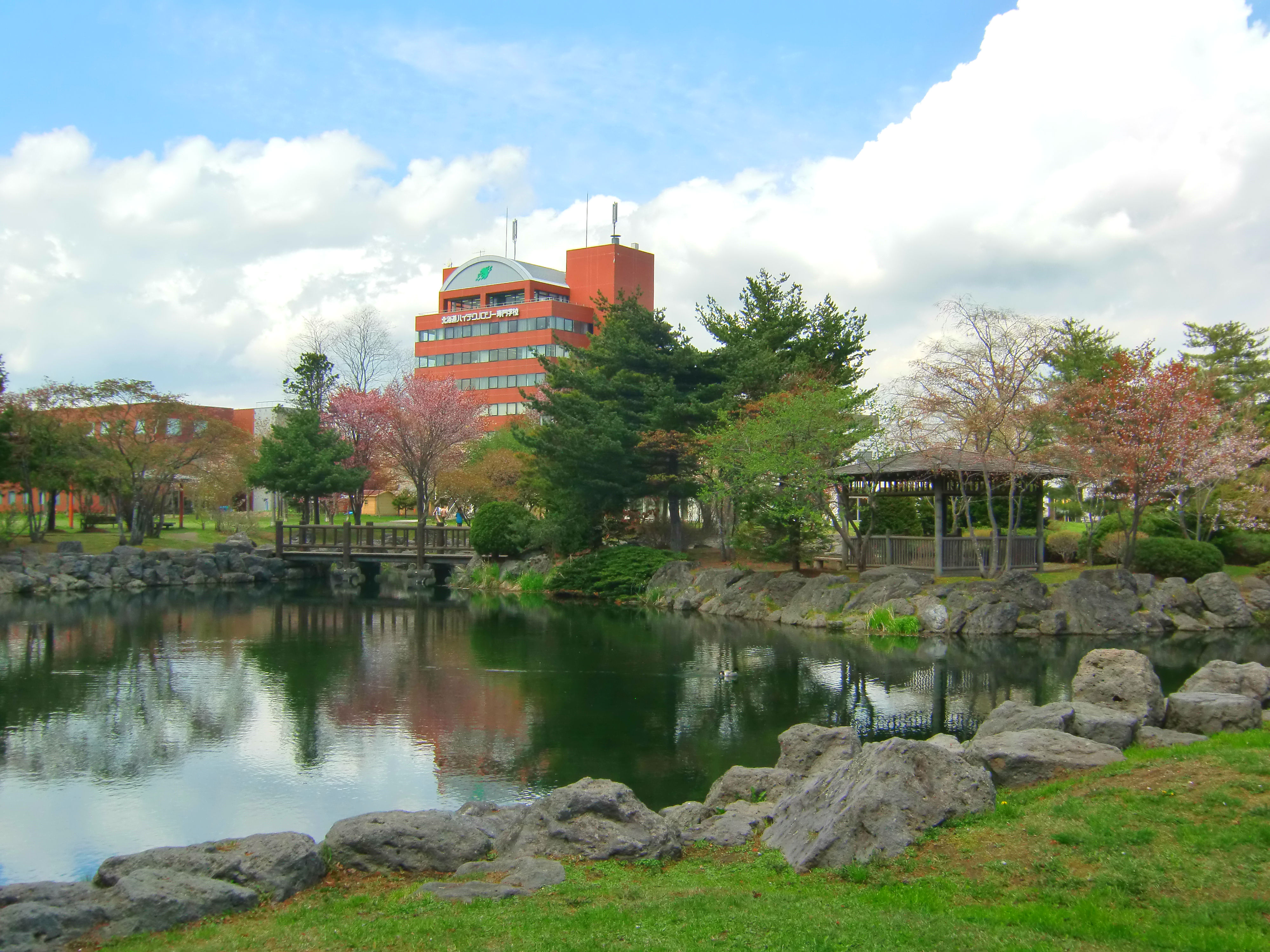
恵み野中央公園「日本庭園」

大規模の公園区分は「総合公園」。恵み野中央公園は中央に配置され敷地面積11.1haの大きな公園で、「日本庭園」「野外音楽堂」「冒険広場」と3つのエリアに分かれている。
- 日本庭園 （多目的運動広場、大きな池）
- 野外音楽堂 （敷地面積24,590平方メートルの野球場、野外ステージ、遊具）
- 冒険広場 （硬式用のテニスコート4面、遊具）

小規模の公園区分は「街区公園」として区域ごとに公園を配置。1982年に花の丘公園、タイヤの丘公園、アルプス公園の3箇所が供用開始となり、最初の公園となった。下記の各公園は0.08haから1.1haまでの敷地面積を持つ。
| - 花の丘公園 - タイヤの丘公園 - アルプス公園 - ペリカン公園 - チビッコ公園 | - わんぱく公園 - おおぞら公園 - めぐみの森公園 - ちょうちょ公園 - はるにれ公園 |

- 恵庭開拓記念公園（南島松）

1971年に廃校となった松園小学校の跡地で、1979年に恵み野造成に伴い恵み野北緑地と同時に造成された敷地面積1.1haの公園。
緑地の公園区分は「都市緑地」として配置。恵み野の南側から「恵み野南緑地」「恵み野中央公園」「恵み野21号緑地」恵み野東側にある「恵み野北緑地」と連続して帯状に繋がっている。
- 恵み野南緑地 （敷地面積2.5ha[48]）
- 恵み野21号緑地 （敷地面積0.25ha[48]）
- 恵み野北緑地 （敷地面積3.3ha[48]）
- 恵み野ポケットパーク （敷地面積0.03ha[48]）

### 史跡
- 天野先生之碑（南島松・恵庭開拓記念公園内、大正7年4月建立[50]）
- 松園小学校門柱（南島松・恵庭開拓記念公園内、大正15年6月建立[50]）
- 島松共同用水記念碑（恵み野北、昭和3年11月建立[50]）
- 拓望の像（南島松・恵庭開拓記念公園内、昭和54年8月建立[50]）
- 松園校跡地記念碑（南島松・恵庭開拓記念公園内、昭和54年8月建立[50]）
- 二宮尊徳像（南島松・恵庭開拓記念公園内、昭和54年8月建立[50]）
- 富山県人開拓之碑（南島松・恵庭開拓記念公園内、昭和62年6月建立[50]）

### 宗教
- 日本福音ルーテル恵み野教会

## 福祉医療施設
福祉
- 老人憩の家「恵み野憩の家」
- 介護付き有料老人ホーム「ラ・デュース恵み野」
- 北晨会 シャロームめぐみの
- 高齢者向け賃貸住宅「ケアステージ恵み野」
- 介護老人保健施設「恵み野ケアサポート」- 恵み野病院に併設。
- 社会福祉法人「恵庭光風会」恵み野西事業所

医療
- 社会医療法人北晨会 恵み野病院
- ライオン歯科クリニック（医療法人社団ライオンデンテックスグループ）

## 行政施設
保安
- 千歳警察署恵み野交番

一般
- 恵庭市役所 恵み野出張所 - 恵庭リサーチ・ビジネスパークセンタービルに併設。
- 恵庭恵み野郵便局
- 恵庭恵み野中郵便局

## 産業施設

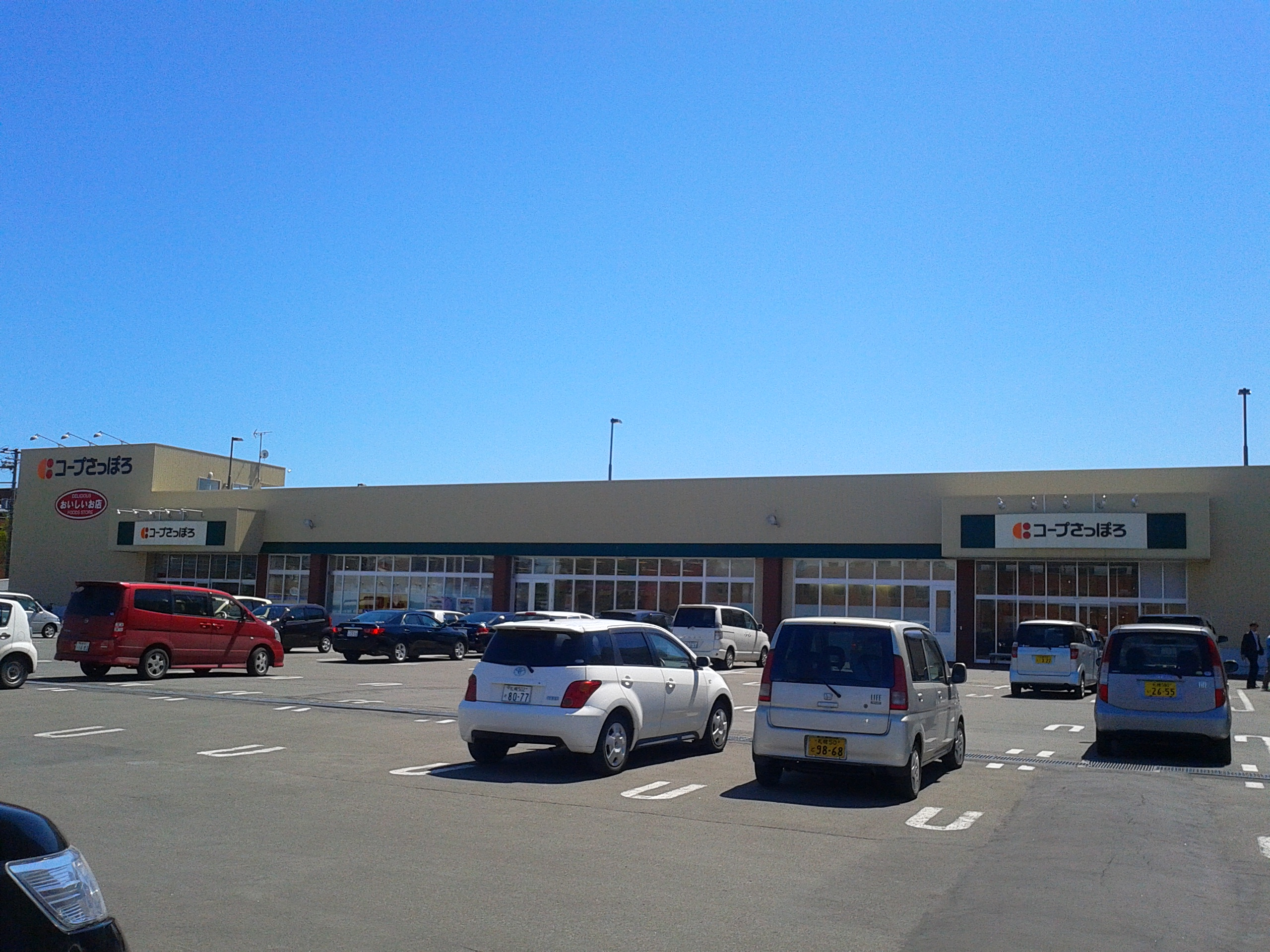
コープさっぽろ恵み野店

銀行
- 北洋銀行（恵み野出張所）
- 北海道銀行（恵み野出張所）
- 北海道信用金庫（恵み野支店）

事務研究
- ミサワホーム北海道 千歳恵庭営業オフィス
- 北海道電気保安協会 総合技術センター
- 日生バイオ株式会社 北海道研究所

### 商業
- コープさっぽろ恵み野店 - 店前コープさっぽろ専用110台[51]、屋上共同121台を収容できる駐車場を完備。店舗面積は3,985平方メートル。周辺には公共施設、専門学校などがある。
- アクロス恵み野 - 恵み野西にある数店舗が集まる大和ハウスグループが手がけた複合商業施設。食品スーパーやリサイクルショップなどがある[52]。
- 恵み野ショッピングモール
- ショッピングモール イースト
- 恵み野駅前ビル
- 恵み野商店街 - 恵み野西にある地域密着型の商店街[53]。
- セイコーマート恵み野北店
- セブン-イレブン恵庭恵み野西店
- ローソン恵庭恵み野駅前店

閉店した大型商業施設
- イトーヨーカドー恵庭店

恵み野駅がありイトーヨーカドーと徒歩1分ほどの距離。屋上と立体で635台を収容できる駐車場を完備。店舗面積は7,117平方メートル。1982年3月1日に恵み野駅が開業から、4日後にイトーヨーカドー恵庭店が開店。オープンから37年が経った2019年9月29日に閉店した。2022年4月から解体工事が行われ、2025年夏に恵み野病院が新築移転して開業する予定。

## 集合住宅
中層
- 道営住宅恵み野団地（A棟、B棟、C棟、D棟）
- 市営住宅恵み野南団地（1号棟、2号棟）
- ビレッジハウス恵み野（1号棟、2号棟）- 旧雇用促進住宅
- ビレッジハウス恵み野北（1号棟）- 旧雇用促進住宅

## 祭事・催事
- 恵み野冬まつり[57]（1月下旬）
- 恵み野キャンドルナイト[57]（2月上旬）
- 恵庭アコースティック野外音楽祭（5月下旬）
- 花さんぽストリート祭（6月中旬）
- 晩めし市（6月下旬・7月下旬・8月下旬）
- 恵み野夏まつり[57]（7月下旬）
- 盆踊り・花火大会（8月中旬）
- 恵み野商店街「ハロウィン」（10月下旬）
- 歳末現金つかみ取り[57]（12月）

過去にあった祭事
- えにわ農業まつり

恵み野中央公園の野外音楽堂で『えにわ農業まつり』が1986年の第1回から毎年8月中旬に開催された。初日は前夜祭（夕方から夜まで）でカラオケなど、夜に野外音楽堂の円形ステージでアニメ映画が上映されていた。2日目の最終日は本まつり（朝から夕方まで）で農畜産物即売会、歌謡ショーなどがあった。

## 河川
- 漁川

恵み野の南東を通る石狩川水系千歳川支流の一級河川。

## 交通

### 鉄道

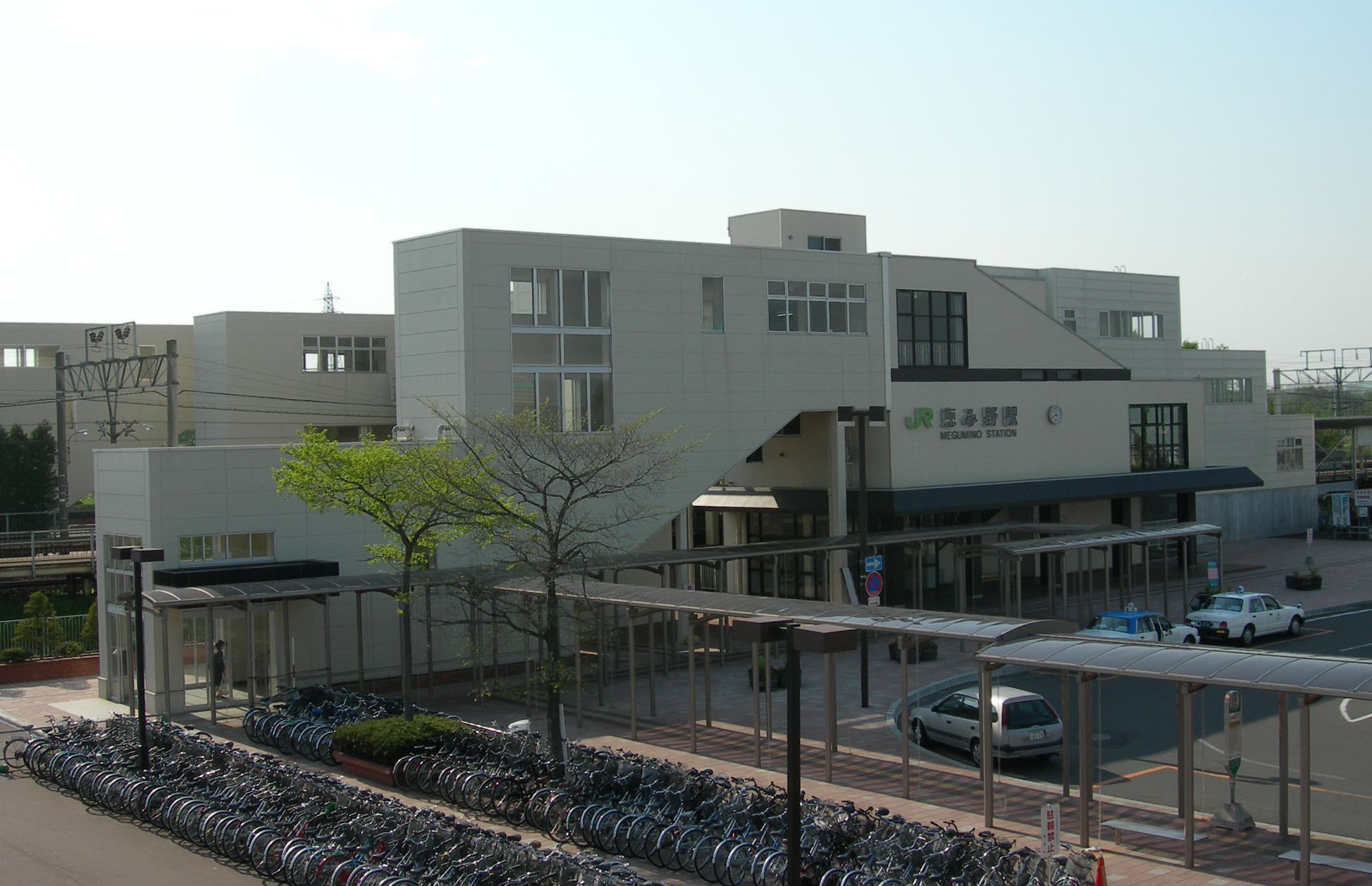
恵み野駅(東口)

- JR北海道千歳線恵み野駅

快速「エアポート」の最寄の停車駅は恵庭駅、北広島駅
区間快速「エアポート」- 日中時間帯(9時 - 16時)のみ「恵み野駅」停車。

### バス

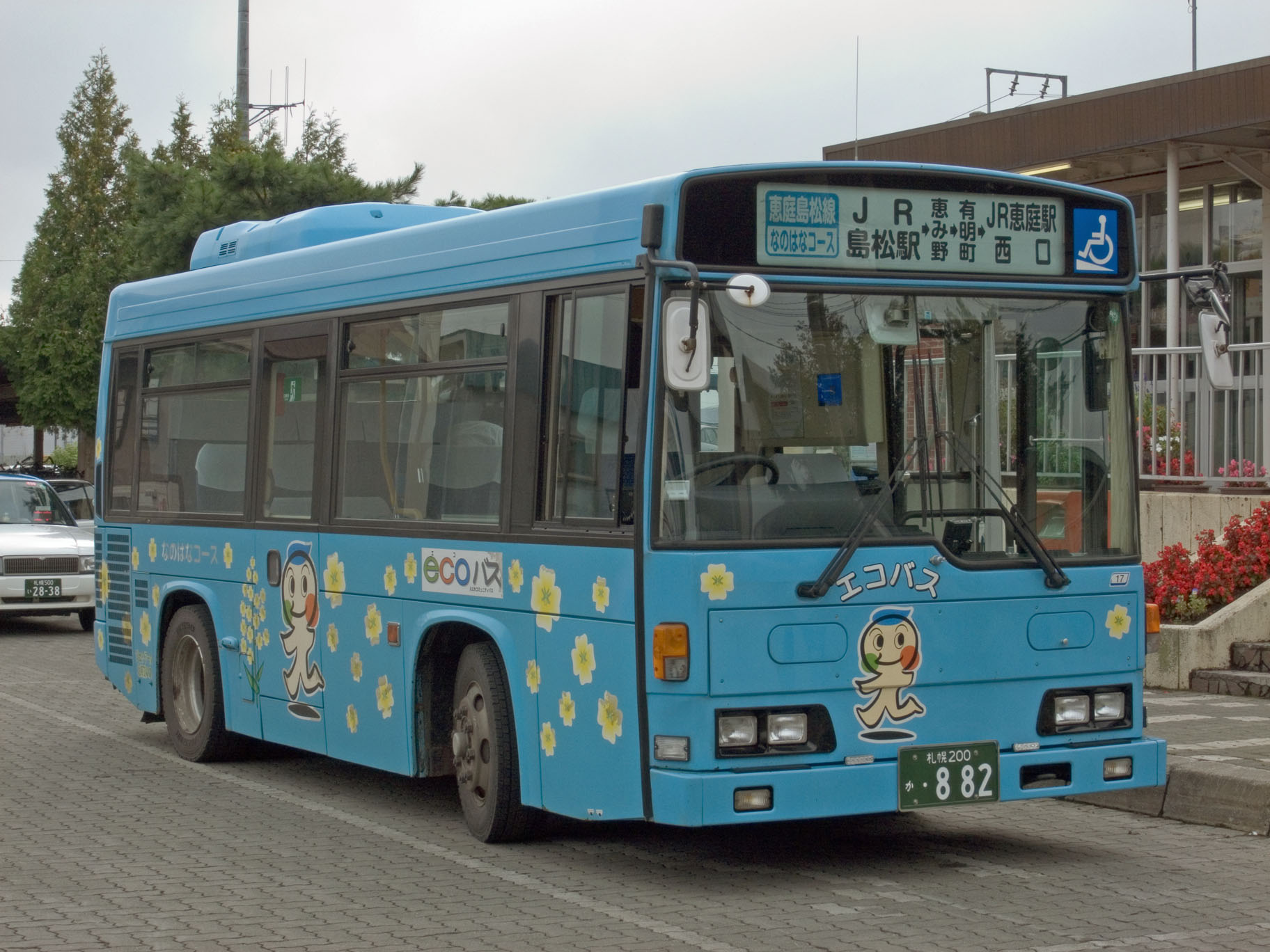
循環コースAのecoバス
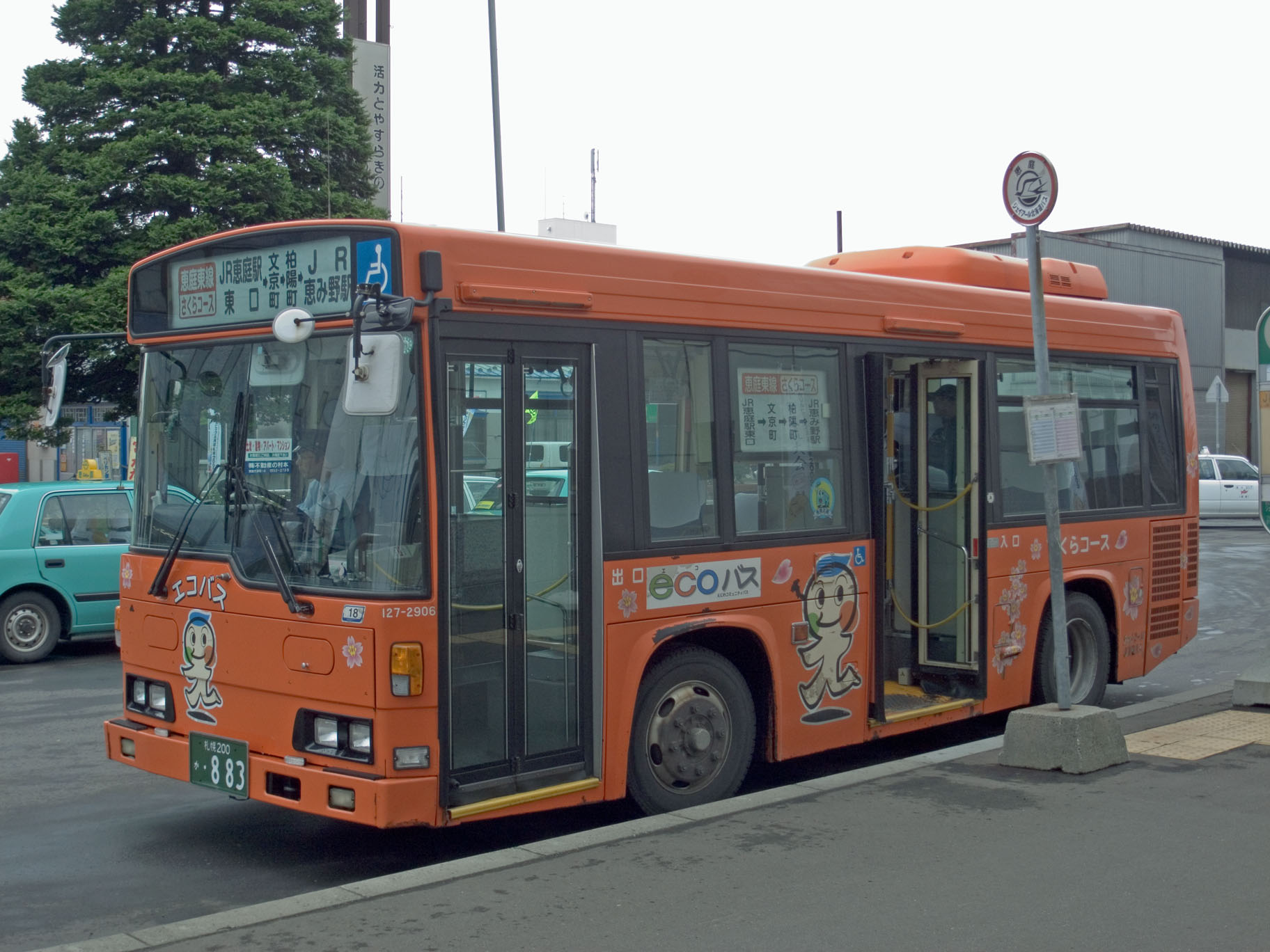
循環コースBのecoバス

- えにわコミュニティバス（ecoバス）

ニュータウン内を通る循環型のコミュニティバスは、循環コースA■と循環コースB■の2系統が運行されており、運賃は大人200円・子供（小学生以下）100円となっている。乗り継ぐ際は「JR恵み野駅東口」乗り継ぎ券発券停留所で運転手から乗継券を購入し、恵み野駅構内の自由通路を通り、「JR恵み野駅西口」停留所から乗車する。
循環コースAは「恵み野北1丁目」から順に周り、循環コースBは循環コースAの逆順となり「はなふる」から順に周る。「恵み野北1丁目」から「はなふる」間の所要時間は約25分。
| 循環コースのバス停留所順    | 循環コースのバス停留所順    | 循環コースのバス停留所順 | 循環コースのバス停留所順    | 循環コースのバス停留所順    |
| --------------------------- | --------------------------- | ------------------------ | --------------------------- | --------------------------- |
| 循環コースA（恵庭方面行き） | 循環コースA（恵庭方面行き） | 進行 方向                | 循環コースB（島松方面行き） | 循環コースB（島松方面行き） |
| 番号                        | 停留所                      | 進行 方向                | 番号                        | 停留所                      |
| 4                           | 恵み野北1丁目               | ↓                        | 18                          | はなふる                    |
| 5                           | 恵み野北5丁目               | ↓                        | 17                          | 恵み野南1丁目               |
| 6                           | 恵み野旭小学校              | ↓                        | 16                          | 恵み野南2丁目               |
| 7                           | 恵み野東7丁目               | ↓                        | 15                          | 恵み野病院                  |
| 8                           | 恵み野東4丁目               | ↓                        | 14                          | 〇JR恵み野駅東口            |
| 9                           | 恵み野南3丁目               | ↓                        | 13                          | 恵み野西4丁目               |
| 10                          | 恵み野中学校                | ↓                        | 12                          | 恵み野西5丁目               |
| 11                          | 図書館                      | ↓                        | 11                          | 図書館                      |
| 12                          | 恵み野西5丁目               | ↓                        | 10                          | 恵み野中学校                |
| 13                          | 恵み野西4丁目               | ↓                        | 9                           | 恵み野南3丁目               |
| 14                          | 〇JR恵み野駅東口            | ↓                        | 8                           | 恵み野東4丁目               |
| 15                          | 恵み野病院                  | ↓                        | 7                           | 恵み野東7丁目               |
| 16                          | 恵み野南2丁目               | ↓                        | 6                           | 恵み野旭小学校              |
| 17                          | 恵み野南1丁目               | ↓                        | 5                           | 恵み野北5丁目               |
| 18                          | はなふる                    | ↓                        | 4                           | 恵み野北1丁目               |
| 〇は乗り継ぎ券発券停留所    |                             |                          |                             |                             |
- 循環コースAのecoバス
- 循環コースBのecoバス

### 道路

ニュータウン内の幹線道路

- 国道36号（恵庭バイパス）- 柏木中通、松園線交点を通る幅員30m、4車線の一般国道[64]。
- 北海道道600号島松千歳線 - 団地環状通、恵み野2号通、松園線交点を通る幅員18m、2車線の一般道道[64]。
- 団地中央通 - 団地環状通、恵み野1号通、恵み野2号通、松園線交点を通る幅員20m、2車線の市道[64]。
- 団地環状通 - 島松千歳線、団地中央通、黄金中島通、恵み野1号通、柏木中通交点を通る幅員16m、2車線の市道[64]。
- 柏木中通 - 国道36号恵庭バイパス、団地環状通交点を通る幅員18m、2車線の市道[64]。
- 黄金中島通 - 団地環状通交点から恵庭バイパス高架下を通る幅員16m、2車線の市道[64]。
- 恵み野1号通 - 団地環状通交点から団地中央通交点まで通る幅員16m、2車線の市道[64]。
- 恵み野2号通 - 団地中央通交点から島松千歳線交点まで通る幅員16m、2車線の市道[64]。
- 松園線 - 国道36号恵庭バイパス、団地中央通、島松千歳線交点を通る2車線の市道。

## 近隣のニュータウン
- 恵み野里美ニュータウン

2012年に恵み野駅西口周辺で開発が行われた。恵み野里美ニュータウン内に複合商業施設「フレスポ恵み野」や大型商業施設などがある。